# Michał Gnoiński (prawnik)
Michał Józef Gnoiński herbu Warnia (ur. 6 maja 1806 w Przeorsku, zm. 27 lipca 1885 we Lwowie) – prezydent Lwowa, adwokat, właściciel dóbr, poseł do Sejmu Krajowego Galicji i austriackiej Rady Państwa

## Życiorys
Ukończył szkołę trywialną w Uhnowie i Akademickie Gimnazjum Wyższe we Lwowie a następnie studia prawnicze na uniwersytecie we Lwowie (1831). W 1834 uzyskał doktorat z prawa i otworzył kancelarię adwokacką we Lwowie. W czasie  Wiosny Ludów 1848 roku został wybrany burmistrzem. Urząd pełnił krótko od 14 października do 23 listopada, na skutek rozwiązania Wydziału Miejskiego miasta przez władze austriackie. Wkrótce potem wziął udział w deputacji wiernopoddańczej do Wiednia, Od maja 1849 członek Wydziału Gminnego magistratu lwowskiego zajmował się głównie sprawami finansów, a następnie statutowo-prawnymi. Walnie przyczynił się do wprowadzenia w życie projektu statutu m. Lwowa przez Radę Miejską i Sejm w 1866.
Zwolennik pracy organicznej i przeciwnik powstania styczniowego. Był syndykiem Galicyjskiego Towarzystwa Kredytowe Ziemskiego w latach 1849-1888, a także latach 1864-1881 prezesem lwowskiej Izby Adwokackiej. Był również dłuższy czas dyrektorem Miejskiej Kasy Oszczędności we Lwowie (1850-1861). Od 25 lutego 1851 był członkiem (1851-1870) Galicyjskiego Towarzystwa Gospodarskiego pełnił także funkcję zastępca członka Komitetu GTG (1856-1861) oraz prezesa oddziału lwowskiego (1870). Radny miasta Lwowa (1862-1869). W dobie autonomicznej jako trzeci z rzędu pełnił urząd prezydenta miasta Lwowa (11 marca 1880 - 28 marca 1883). Po złożeniu urzędu prezydenta miasta skoncentrował się na gospodarowaniu własnym majątkiem ziemskim w pow. złoczowskim i prowadzeniu kancelarii adwokackiej. Był także dyrektorem chrześcijańskiej ochronki dla małych dzieci we Lwowie. 

Poseł do Sejmu Krajowego II kadencji (1866–1869), wybrany w kurii I (wielkiej własności) z obwodu Złoczów, w okręgu wyborczym Złoczów. Był także posłem do austriackiej Rady Państwa II kadencji (25 września 1868 - 27 września 1868), wybranym przez Sejm w kurii I (wielkiej własności) jako delegat w kurii I jako delegat z kurii wirylistów i większej własności. W parlamencie austriackim był członkiem Koła Polskiego, Po jego rezygnacji Sejm wybrał w jego miejsce Karola Hubickiego.  

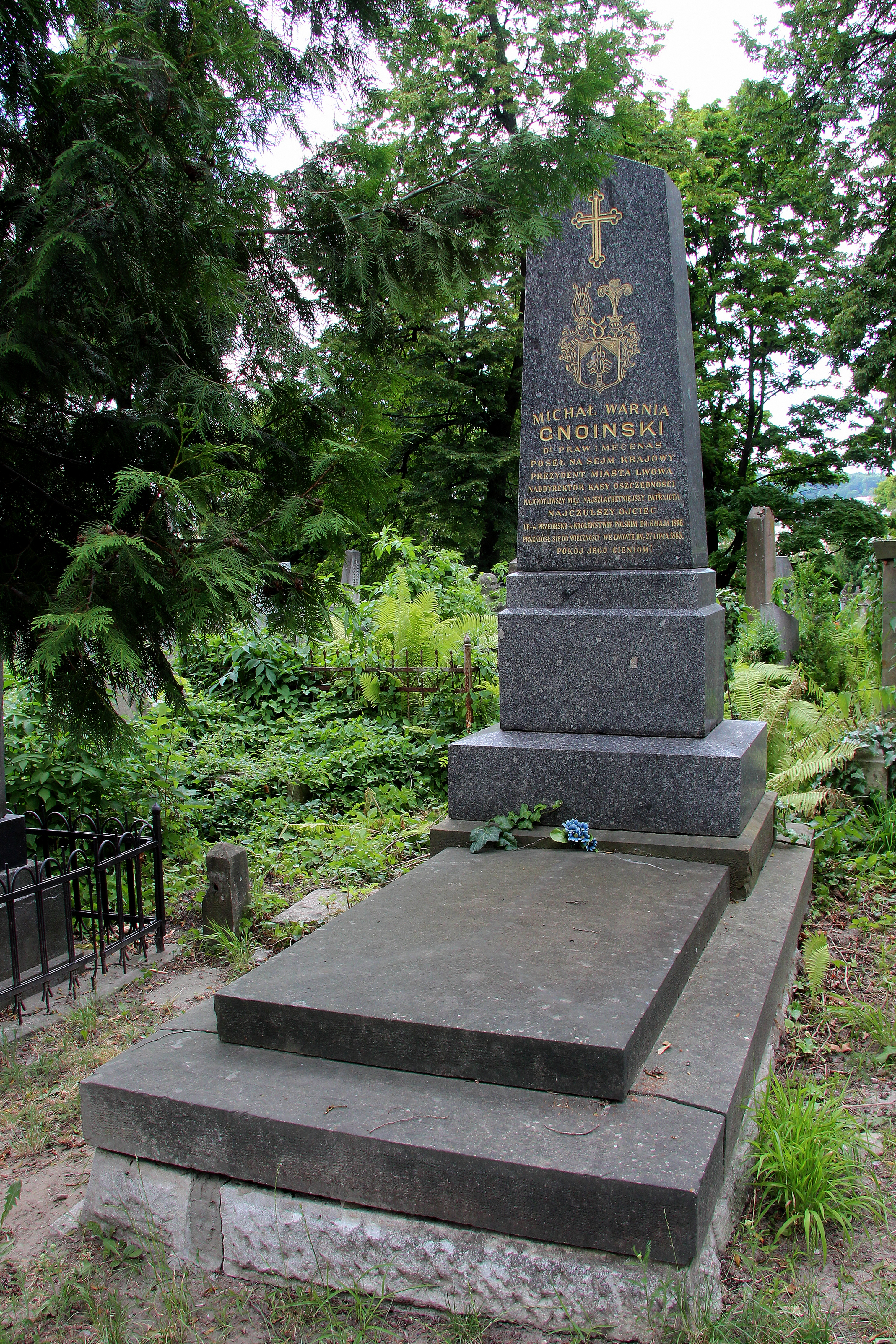
Nagrobek Michała Gnoińskiego na Cmentarzu Łyczakowskim

Zmarł po dwutygodniowej chorobie, pochowany na Cmentarzu Łyczakowskim.

## Rodzina
Pochodził z rodziny ziemiańskiej, mieszkającej w  na terenie Lubelszczyzny i zapisanej w 1844 w Aktach Heroldii Królestwa Polskiego. Urodził się jako syn Teodora i Urszuli z Woźnickich. Jego bratem był Aleksander Gnoiński (powstaniec listopadowy, zm. 1887 we Lwowie) Ożenił się w 1830 z Emilią z Lewakowskich, mieli córkę Ksawerę.

## Odznaczenia
Odznaczony Krzyżem Komandorskim Orderu Franciszka Józefa oraz Orderem Żelaznej Korony III klasy. 17 czerwca 1869 otrzymał honorowe obywatelstwo Lwowa.